# Shōji Gatō
賀東 招二
Œuvres principales
- Full Metal Panic!
- Cop Craft: Dragnet Mirage Reloaded
- Amagi Brilliant Park

Shōji Gatō (賀東 招二, Gatō Shōji) est un auteur de light novel, mangaka et scénariste japonais né le 11 juillet 1971 à Tokyo. Il est connu pour être le créateur des séries Full Metal Panic!, Cop Craft: Dragnet Mirage Reloaded et Amagi Brilliant Park.

## Œuvres

### Romans
- Hōrai gakuen (ja) (coauteur avec Kazuma Shinjō et Gō Zappa ; 10 volumes publiés entre 1991 et 1997) ;
- Full Metal Panic! (illustrée par Shikidōji ; 23 volumes publiés entre 1998 et 2011)[1] ;
- Dragnet Mirage (illustrée par Rokurō Shinofusa ; 2 volumes publiés entre 2006 et 2007) ;
- Cop Craft: Dragnet Mirage Reloaded (illustrée par Range Murata ; 6 volumes publiés)[2] ;
- Full Metal Panic! Another (Superviseur, écrite par Naoto Ōguro et illustrée par Shikidōji ; 13 volumes publiés entre 2011 et 2016) ;
- Amagi Brilliant Park (illustrée par Yuka Nakajima ; 8 volumes publiés)[3]

### Manga
- Full Metal Panic! : Auteur
- Amagi Brilliant Park : Auteur

### Anime
- Full Metal Panic! : Scénariste[4]
- Full Metal Panic? Fumoffu : Scénariste[4]
- Full Metal Panic! The Second Raid : Scénariste[4]
- Full Metal Panic! The Second Raid OAV : Scénariste[4]
- La Mélancolie de Haruhi Suzumiya : Scénariste[4]
- Lucky☆Star : Scénariste[4]
- La Tour de Druaga : Scénariste[5]
- La Mélancolie de Haruhi Suzumiya (2009) : Scénariste
- Hyōka : Scénariste[4]
- Amagi Brilliant Park : Scénariste
- Full Metal Panic! Invisible Victory : Scénariste[6]
- Cop Craft : Scénariste[7]